# Communauté rurale de Pété Ouarack
La communauté rurale de Pété Ouarack est une communauté rurale du Sénégal située au nord-ouest du pays. 
Elle fait partie de l'arrondissement de Coki, du département de Louga et de la région de Louga.